# Юрай Галенар
Юрай Галенар (словац. Juraj Halenár, 28 червня 1983, Трнава — 30 червня 2018, Братислава) — словацький футболіст, що грав на позиції нападника. За межами Словаччини грав на клубному рівні в Угорщині, Чехії та Австрії. Є найкращим бомбардиром в історії словацької Суперліги зі 125 голами.

## Клубна кар'єра
Займався футболом у клубі «Локомотива» з рідного міста Трнава, з якого у 18 років перейшов у братиславський «Інтер». Перший гол в чемпіонаті за клуб забив 4 травня 2002 року в матчі з «Татраном» (3:0).
Він справив враження в сезоні 2004/05, в якому забив 12 голів за клуб у чемпіонаті, ставши найкращим бомбардиром команди. Після першої гри нового сезону, в якій він забив два голи проти «Ружомберока», Галенар перейшов в «Артмедію» за 20 мільйонів словацьких крон.
Він дебютував у новому клубі 23 липня 2005 року в грі проти «Нітри» (1:0), а вже 27 липня 2005 року відзначився хет-триком у легендарному матчі 2-го кваліфікаційного раунду Ліги чемпіонів УЄФА проти «Селтіка» (5:0). У другій грі братиславці програли з рахунком 0:4 і пройшли до третього раунду. Там, пройшовши в серії пенальті «Партизан» з Белграда, «Артмедія» вперше в своїй історії вийшла в груповий етап.
У сезоні 2007/08 Галенар забив 16 голів у 24 турах чемпіонату, посівши друге місце у гонці бомбардирів, забиваючи зокрема сім турів поспіль, між восьмим і чотирнадцятим, і допоміг команді виграти «золотий дубль».
У вересні 2008 року перейшов до братиславського «Словану». 20 вересня дебютував у складі команди, зігравши проти «Татрана» (4:1), в якому забив дубль. 4 квітня 2009 року зробив свій перший хет-трик в матчах чемпіонату в грі проти «Дукли» з Банської Бистриці (5:0). Юрай завершив свій перший сезон у «Словані» 9 голами в 23 іграх чемпіонату, допомігши команді стати чемпіоном. Він також виграв Суперкубок Словаччини 2009 року, перемігши «Кошиці» з рахунком 2:0.
9 листопада 2011 року в матчі проти «Дукли» (3:2) забив 100-й гол у чемпіонаті Словаччини, ставши лише другим гравцем після Роберта Семеніка, який досягнув цієї цифри.
Він завершив сезон 2010/11, вигравши зі «Слованом» титул чемпіона та Кубок Словаччини. У сезоні 2012/13 знову зумів виграти «золотий дубль», а у сезоні 2013/14 захистив титул чемпіона. 5 липня 2014 року, перемігши «Кошиці» з рахунком 1:0 у Суперкубку Словаччини, Юрай здобув свій останній трофей зі «Слованом».
10 серпня 2014 року в матчі проти «Кошиць» Галенар забив свої 121 і 122 голи у чемпіонаті Словаччини, і таким чином побив рекорд за кількістю забитих м'ячів у чемпіонаті Словаччини, який належав Роберту Семеніку, що мав 120 голів у своєму активі.
У січні 2015 року Галенар покинув «Слован» і перейшов до угорського клубу «Ньїредьгаза», підписавши контракт до кінця червня 2016 року. Дебютував у чемпіонаті Угорщини 28 лютого 2015 року у матчі з «Гонведом» (2:0) і загалом за весняну частину сезону 2014/15 13 ігор, але забив лише 1 гол.
В результаті у липні 2015 року Юрай перебрався до чеського клубу «Сігма» (Оломоуц). Дебютував у чемпіонаті Чехії 25 липня 2015 року в першому турі чемпіонату в матчі проти «Тепліце» (2:2). Перший гол забив 31 жовтня 2015 року в дванадцятому турі проти «Млади Болеслав» ударом з 25 метрів, втім його команда програла з рахунком 1:2. У грудні 2015 року керівництво клубу домовилося з нападником про дострокове розірвання контракту. Всього він зіграв 10 матчів чемпіонату та забив один гол.
У лютому 2016 року Галенар підсилив словацький клуб другої ліги «Іскра» (Борчіце). За «Іскру» Юрай провів лише п'ять матчів, а після того як він не забив пенальті в матчі проти клубу «Дунайська Лужна», який «Іскра» програла з рахунком 0:1, власник клубу Антон Фабуш звинуватив його в продажі матчу, через що нападник незабаром покинув клуб.
У червні 2016 року Галенар пройшов перегляд у польському клубі «Рух» (Хожув), під час якого він зіграв у матчі з «Ракувим» (1:0), але зрештою не став гравцем клубу і у серпні 2016 року повернувся до «Петржалки», яка через фінансові проблеми грала у четвертому дивізіоні. На початку 2017 року покинув клуб.
У березні 2017 року поїхав до Австрії, де став виступати за аматорський клуб «Гафленц» з регіональної австрійської ліги, де і грав аж до своєї смерті.

## Виступи у збірній
Виступав за юнацькі збірні Словаччини. З командою до 19 років став бронзовим призером юнацького чемпіонату Європи 2002 року в Норвегії, забивши гол з пенальті у груповому етапі проти Чехії (5:2). Завдяки цьому Словаччина вийшла на молодіжний чемпіонат світу 2003 року в Об'єднаних Арабських Еміратах, в якому команда програла в 1/8 фіналу Бразилії (1:2) після додаткового часу, а Галенар зіграв у всіх чотирьох іграх і забив гол у грі з ОАЕ (4:1).
17 листопада 2007 року Галенар дебютував у складі національної збірної у відбірковому матчі на чемпіонат Європи 2008 року проти Чехії (1:3). Згодом зіграв ще за збірну проти Сан-Марино та Угорщини, провівши загалом 3 гри за національну команду.

## Статистика

### Виступи за збірну
| Дата       | Місто      | Господарі  | Результат | Гості      | Турнір            | Голи | Примітки |
| ---------- | ---------- | ---------- | --------- | ---------- | ----------------- | ---- | -------- |
| 17/11/2007 | Прага      | Чехія      | 3 – 1     | Словаччина | Відбір до ЧЄ 2008 | -    | 86'      |
| 21/11/2007 | Серравалле | Сан-Марино | 0 – 5     | Словаччина | Відбір до ЧЄ 2008 | -    | 76'      |
| 06/02/2008 | Лімасол    | Угорщина   | 1 – 1     | Словаччина | товариський матч  | -    | 77'      |
| Усього     |            | Матчів     | 3         |            | Голів             | 0    |          |

## Досягнення
- Чемпіон Словаччини (4):

«Артмедія»: 2007/08
«Слован» (Братислава): 2008/09, 2010/11, 2013/14
- Володар кубка Словаччини (2):

«Артмедія»: 2007/08
«Слован» (Братислава): 2009/10, 2010/11, 2012/13
- Володар Суперкубка Словаччини (2):

«Слован» (Братислава): 2009, 2014

## Смерть
Галенар пропав безвісти у четвер, 28 червня 2018 року. Його тіло знайшли в суботу, 30 червня, у лісопарку Вракун у Братиславі. За інформацією ЗМІ, він покінчив життя самогубством.